# Limonia messaurea messaurea
Limonia messaurea messaurea is een ondersoort van de tweevleugelige Limonia messaurea uit de familie steltmuggen (Limoniidae). De soort komt voor in het Palearctisch gebied.